# Tour de France 2013/5. Etappe
Die 5. Etappe der Tour de France 2013 fand am 3. Juli 2013 statt. Sie führte von Cagnes-sur-Mer über 228,5 km nach Marseille. Im Verlauf der Etappe gab es eine Bergwertung der dritten Kategorie und drei der vierten Kategorie sowie eine Sprintwertung. Damit zählte die fünfte Etappe als Flachetappe. Es gingen noch 195 von ursprünglich 198 Fahrern an den Start.

## Rennverlauf
Die Etappe begann um 12.01 Uhr Ortszeit, rund sieben Minuten später setzte sich eine sechsköpfige Ausreißergruppe vom Hauptfeld ab. Sie bestand aus Yukiya Arashiro, Kévin Réza, Alexei Luzenko, Romain Sicard, Thomas De Gendt und Anthony Delaplace, die ihren Vorsprung schnell auf über fünf Minuten ausbauten. Die erste Bergwertung am Côte de Châteauneuf Grasse sicherte sich De Gendt vor Delaplace. Das Hauptfeld lag inzwischen bereits über zehn Minuten hinter den Ausreißern, deren Vorsprung zwischenzeitlich 12:45 min betrug.
Thomas De Gendt erreichte auch den Col de l’Ange als Erster und holte damit seinen dritten Punkt in der Bergwertung. Auch im Zwischensprint lag er vorn und gewann vor Luzenko und Delaplace. Schnellster im Peloton war André Greipel, er sicherte sich neun Punkte in der Sprintwertung. Im weiteren Rennverlauf schmolz der Abstand der Spitzengruppe auf das Feld, da dort das Tempo angezogen wurde. Die dritte Bergwertung auf dem Côte de la Roquebrussanne gewann Arashiro.
Nach 167 gefahrenen Kilometern betrug der Vorsprung der Ausreißer noch 6:50 min. In der Folge fielen Sicard und Delaplace zurück, sodass nur noch vier Fahrer an der Spitze vertreten waren. Sicard und Delaplace wurden bald vom Hauptfeld eingeholt, während die vier Fahrer an der Spitze noch etwa vier Minuten Vorsprung hatten. Den letzten zu vergebenden Bergpunkt am Côte des Bastides fuhr wieder De Gendt ein. Der Vorsprung der Ausreißer betrug bald weniger als eine Minute, die Gruppe zerfiel, Arashiro und De Gendt wurden acht Kilometer vor dem Ziel vom Hauptfeld eingeholt. Vier Kilometer vor dem Ziel waren auch Luzenko und Réza wieder im Peloton.
Den Sieg im abschließenden Sprint sicherte sich Mark Cavendish vor Edvald Boasson Hagen und dem Träger des Grünen Trikots, Peter Sagan. Die Etappe hatte jedoch keine gravierenden Auswirkungen auf die Wertungen der Tour.

## Bergwertungen
| Côte de Châteauneuf Grasse Kategorie 3 nach 22 km auf 388 m 1,4 km bei 8,4 % |            |                         |        |
| 1.                                                                           | Belgien    | Thomas De Gendt (VCD)   | 2 Pkt. |
| 2.                                                                           | Frankreich | Anthony Delaplace (SOJ) | 1 Pkt. |

| Col de l’Ange Kategorie 4 nach 93 km auf 241 m 1,6 km bei 4,1 % |         |                       |        |
| 1.                                                              | Belgien | Thomas De Gendt (VCD) | 1 Pkt. |

| Côte de la Roquebrussanne Kategorie 4 nach 154 km auf 418 m 3,5 km bei 4,2 % |       |                       |        |
| 1.                                                                           | Japan | Yukiya Arashiro (EUC) | 1 Pkt. |

| Côte des Bastides Kategorie 4 nach 198 km auf 354 m 5,7 km bei 3,1 % |         |                       |        |
| 1.                                                                   | Belgien | Thomas De Gendt (VCD) | 1 Pkt. |

## Punktewertungen
| Zwischensprint in Lorgues nach 102,5 km auf 181 m |                        |                              |         |
| 1.                                                | Belgien                | Thomas De Gendt (VCD)        | 20 Pkt. |
| 2.                                                | Kasachstan             | Alexei Luzenko (AST)         | 17 Pkt. |
| 3.                                                | Frankreich             | Anthony Delaplace (SOJ)      | 15 Pkt. |
| 4.                                                | Japan                  | Yukiya Arashiro (EUC)        | 13 Pkt. |
| 5.                                                | Frankreich             | Romain Sicard (EUS)          | 11 Pkt. |
| 6.                                                | Frankreich             | Kévin Réza (EUC)             | 10 Pkt. |
| 7.                                                | Deutschland            | André Greipel (LTB)          | 9 Pkt.  |
| 8.                                                | Norwegen               | Alexander Kristoff (KAT)     | 8 Pkt.  |
| 9.                                                | Slowakei               | Peter Sagan (CAN)            | 7 Pkt.  |
| 10.                                               | Vereinigtes Konigreich | Mark Cavendish (OPQ)         | 6 Pkt.  |
| 11.                                               | Spanien                | José Joaquín Rojas Gil (MOV) | 5 Pkt.  |
| 12.                                               | Neuseeland             | Greg Henderson (LTB)         | 4 Pkt.  |
| 13.                                               | Italien                | Fabio Sabatini (CAN)         | 3 Pkt.  |
| 14.                                               | Belgien                | Kris Boeckmans (VCD)         | 2 Pkt.  |
| 15.                                               | Deutschland            | Marcel Sieberg (LTB)         | 1 Pkt.  |

| Zielsprint in Marseille nach 228,5 km auf 0 m |                        |                              |         |
| 1.                                            | Vereinigtes Konigreich | Mark Cavendish (OPQ)         | 45 Pkt. |
| 2.                                            | Norwegen               | Edvald Boasson Hagen (SKY)   | 35 Pkt. |
| 3.                                            | Slowakei               | Peter Sagan (CAN)            | 30 Pkt. |
| 4.                                            | Deutschland            | André Greipel (LTB)          | 26 Pkt. |
| 5.                                            | Italien                | Roberto Ferrari (LAM)        | 22 Pkt. |
| 6.                                            | Norwegen               | Alexander Kristoff (KAT)     | 20 Pkt. |
| 7.                                            | Spanien                | Juan José Lobato (EUS)       | 18 Pkt. |
| 8.                                            | Litauen                | Ramūnas Navardauskas (GRS)   | 16 Pkt. |
| 9.                                            | Frankreich             | Cyril Lemoine (SOJ)          | 14 Pkt. |
| 10.                                           | Spanien                | José Joaquín Rojas Gil (MOV) | 12 Pkt. |
| 11.                                           | Frankreich             | Samuel Dumoulin (ALM)        | 10 Pkt. |
| 12.                                           | Deutschland            | John Degenkolb (ARG)         | 8 Pkt.  |
| 13.                                           | Italien                | Matteo Trentin (OPQ)         | 6 Pkt.  |
| 14.                                           | Niederlande            | Danny van Poppel (VCD)       | 4 Pkt.  |
| 15.                                           | Australien             | Simon Gerrans (OGE)          | 2 Pkt.  |